# Monveso di Forzo
Il Monveso di Forzo (in francese, Monvezo de Forzo - 3.322 m s.l.m.) è una montagna del Massiccio del Gran Paradiso nelle Alpi Graie. Si trova tra il Piemonte e la Valle d'Aosta.

## Descrizione
Dal versante valdostano la montagna è collocata sopra la Valeille (laterale della Val di Cogne) e sopra il Ghiacciaio delle Sengie. Dal versante piemontese sovrasta il Vallone di Forzo (laterale della Val Soana). La montagna costituisce l'elevazione più importante tra la Punta delle Sengie (ad occidente) e la Punta Lavina (ad oriente).
Dal versante piemontese si può salire sulla vetta partendo dal Bivacco Gino Revelli. Si tratta di salire fino all'intaglio tra il Monveso e la Roccia Azzurra (intaglio denominato Colle Monveso - 3186 m) e poi risalirne la cresta occidentale.